# Петроярви (озеро, северо-восточное)
Петроярви — пресноводное озеро на территории Кестеньгского сельского поселения Лоухского района Республики Карелии.

## Общие сведения
Площадь озера — 3,4 км², площадь водосборного бассейна — 32,8 км². Располагается на высоте 157,5 метров над уровнем моря.
Форма озера лопастная, продолговатая: оно более чем на четыре километра вытянуто с юго-запада на северо-восток. Берега изрезанные, каменисто-песчаные, преимущественно возвышенные, скалистые.
Из залива на южной стороне Петроярви вытекает река Петройоки, втекающая в с левого берега в реку Лопскую, впадающую в озеро Пажма, являющееся частью Ковдозера. Через последнее протекает река Ковда, впадающая, в свою очередь, в Белое море.
В озере расположено более полутора десятков безымянных островов различной площади, рассредоточенных по всей площади водоёма, однако их количество может варьироваться в зависимости от уровня воды.
С запада Петроярви огибает просёлочная дорога, ответвляющаяся от автодороги местного значения 86К-123 («Кестеньга — Зашеек»).
Населённые пункты вблизи водоёма отсутствуют.
Код объекта в государственном водном реестре — 02020000611102000001563.